# Reuben Nelsons fotoateljé
Reuben Nelsons fotoateljé är en museibyggnad i Virserums hembygdspark i Virserum i Hultsfreds kommun.
Reuben Nelson (1892–1983) från Virserum var efter återkomst från USA 1921 fotograf med dagsljusateljé i Virserum fram till 1978. Byggnaden med hans ateljé har flyttats till Virserums hembygdspark av Virserums hembygdsförening.

## Fotogalleri

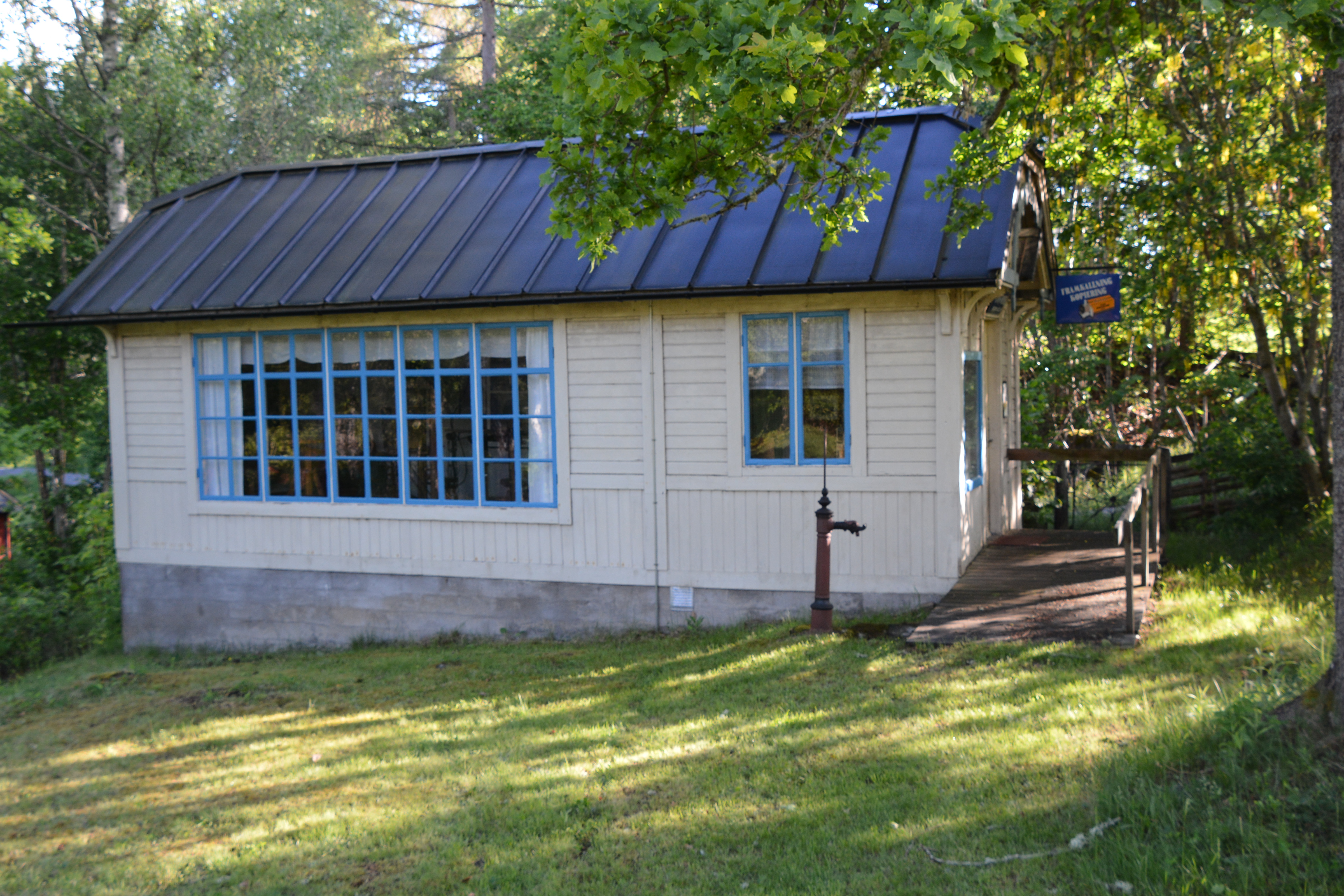
Reuben Nelsons fotoateljé
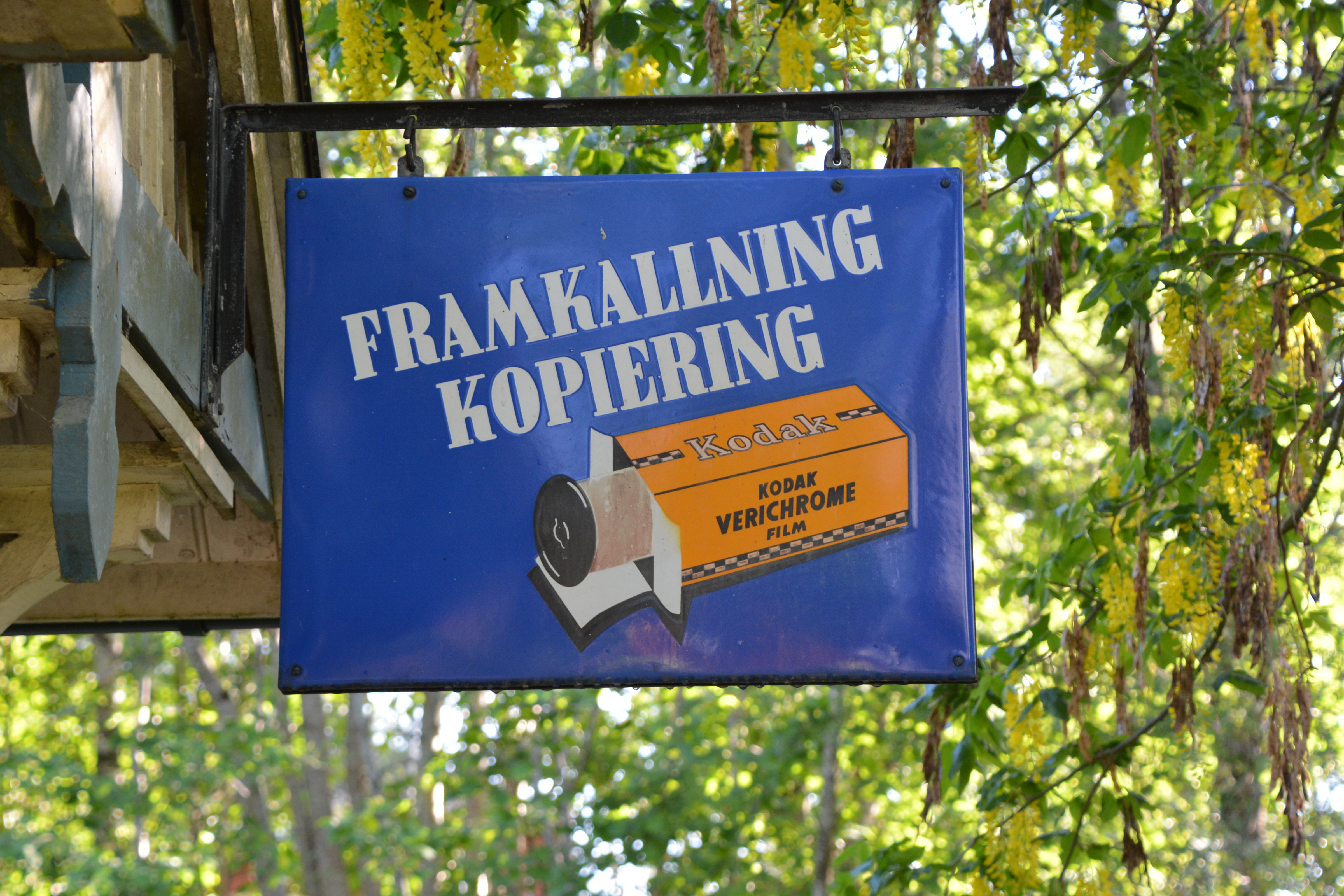
Reklamskylt